# 三重臨界点
物性物理学において、三重臨界点（さんじゅうりんかいてん 英: tricritical point）とは三相共存が終端する相図上の点をいう。この定義は、二相共存が終端する点としての通常の臨界点の定義と明確に対応する。
一成分系の場合、ギブズの相律から三相共存条件は三重点と呼ばれる相図上の一点においてのみ成り立つ
(F=2-3+1=0)。よって、三重臨界点が観測されるのは複数成分の混合系においてのみとなる。ここで、三成分がこのような点が生じる最低成分系であることを示すことができる。三成分系の場合、F=2-3+3=2 より三相共存領域は二次元となる （したがって、この領域の各点が三重点に対応する） 。この領域は二つの臨界線によって区切られ、この二つの線が一つの三重臨界点で終端することがありうる。この点はしたがって二つの臨界分枝に属するので「二重臨界」 といえる。実際、通常の臨界点の振る舞いと三重臨界点の振舞いとでは、上部臨界次元が d=4 から d=3 へと低下し、したがって現実の三次元系に古典指数を適用することができる点で異なる（ただし、空間次元が二以下の系には適用できない）。
実験上は、熱力学変数を一つ（通常は圧力もしくは体積）を固定するため、成分を一つ増やして四成分混合系とすると便利である。四成分系において熱力学変数を固定すれば三成分混合系と同じ状況に退化する。
歴史的に、超伝導体が一次の相転移を起こすのか二次の相転移を起こすのかは長らく不明であったが、1982年に解決された。第一種超伝導体と第二種超伝導体とを区別する、ギンツブルグ・ランダウパラメータ {\displaystyle \kappa } が十分に大きければ、二次相転移を駆動する渦変動が重要となる。三重臨界点はおおよそ {\displaystyle \kappa =0.76/{\sqrt {2}}}、すなわち第一種超伝導体から第二種超伝導体への転移点 {\displaystyle \kappa =1/{\sqrt {2}}} よりも少し下に存在する。この予言は2002年にモンテカルロシミュレーションにより確認された。